# Ernst Wilhelm Leberecht Tempel
Ernst Wilhelm Leberecht Tempel, nemški astronom, * 4. december 1821, Niedercunnersdorf, Saška, Nemčija, † 16. marec 1889, Arcetri, Italija.

## Življenje in delo
Tempel je deloval v Marseillu do leta 1870, ko je izbruhnila francosko-pruska vojna. Nato se je preselil v Italijo.
Bil je dober odkritelj kometov, saj jih je odkril, oziroma bil soodkritelj 21 kometov, na primer 55P/Tempel-Tuttle, za katerega sedaj vemo da je starševsko telo meteorskega roja Leonidov, in 9P/Tempel, ki je bil cilj Nasine sonde Deep Impact leta 2005. Druga periodična kometa, ki nosita njegovo ime, sta 10P/Tempel in 11P/Tempel-Swift-LINEAR.
Odkril je tudi 5 asteroidov.

## Priznanja
Poimenovanja
Po njem se imenuje asteroid 3808 Tempel in krater Tempel na Luni.